# Broadway-betjenten
Broadway-betjenten er en amerikansk stumfilm fra 1919 af Henry King.

## Medvirkende
- William Russell - Kingdon Hollister
- Eileen Percy - Bernice Cleveland
- Helen Howard - Madeline
- Frank Brownlee - Terence Callahan
- Bull Montana
- Wilbur Higby - Dave McCullough
- Carl Stockdale - Cold-Deck Dallas